# Nighthawk (Carowinds)
 (février 2016).
Si vous disposez d'ouvrages ou d'articles de référence ou si vous connaissez des sites web de qualité traitant du thème abordé ici, merci de compléter l'article en donnant les références utiles à sa vérifiabilité et en les liant à la section « Notes et références ».
Pour les articles homonymes, voir Nighthawk (homonymie).
Nighthawk est un parcours de montagnes russes volantes fabriqué par Vekoma, situé dans le parc d'attractions Carowinds en 2004. Ouvert à l'origine le 1er avril 2000, à California's Great America (Californie), sous le nom Stealth, l'attraction était le premier modèle de montagnes russes volantes au monde. En 2003, Paramount Parks décide de déplacer les montagnes russes à Carowinds. L'attraction rouvre le 20 mars 2004 sous le nom BORG Assimilator et arbore le thème de Star Trek. En 2006, Cedar Fair rachète six parcs américains à Paramount Parks, dont Carowinds. Les thèmes et les licences liées à Paramount sont alors rapidement retirés des parcs, et l'attraction est renommée Nighthawk.

## Galerie

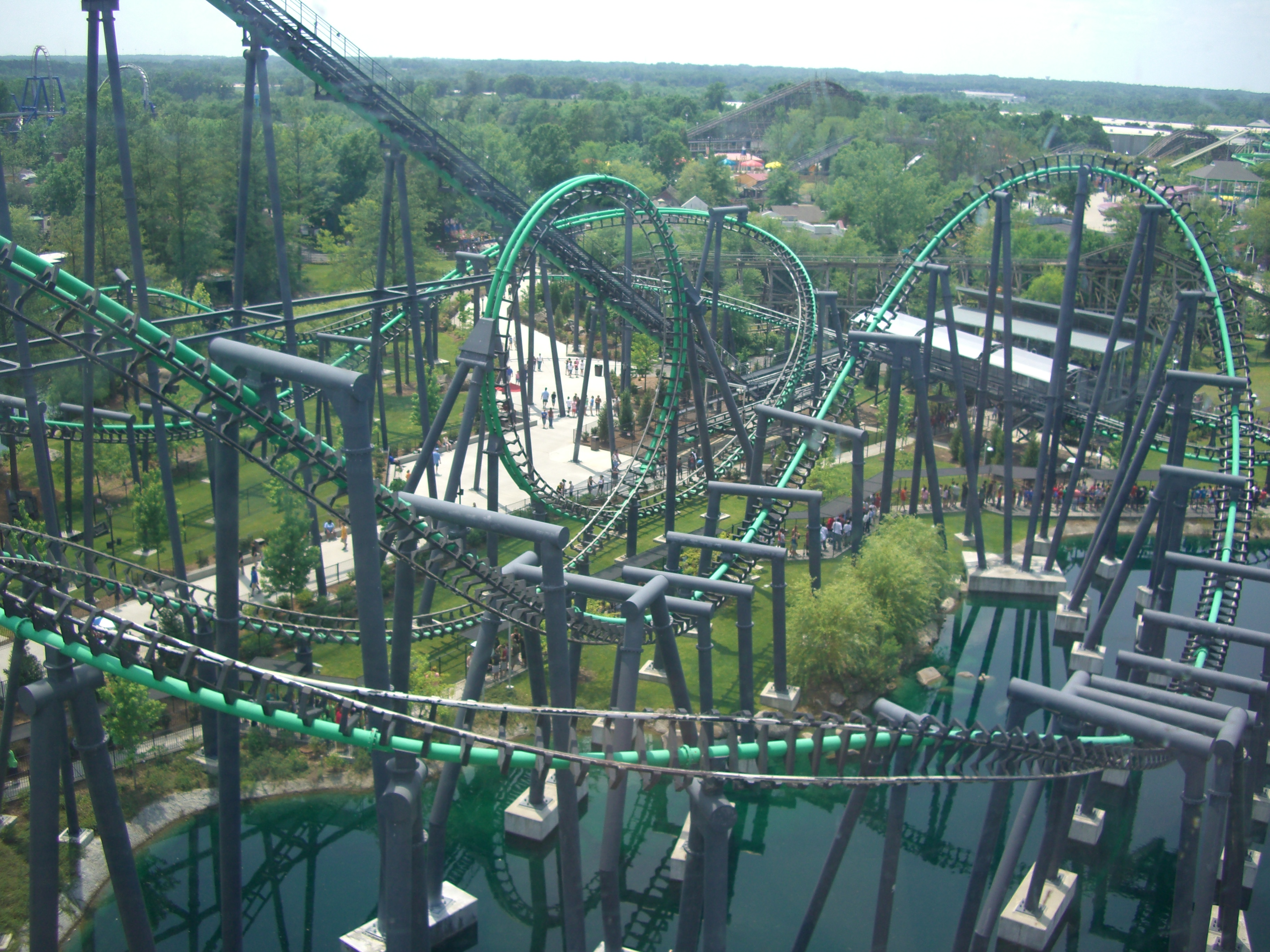
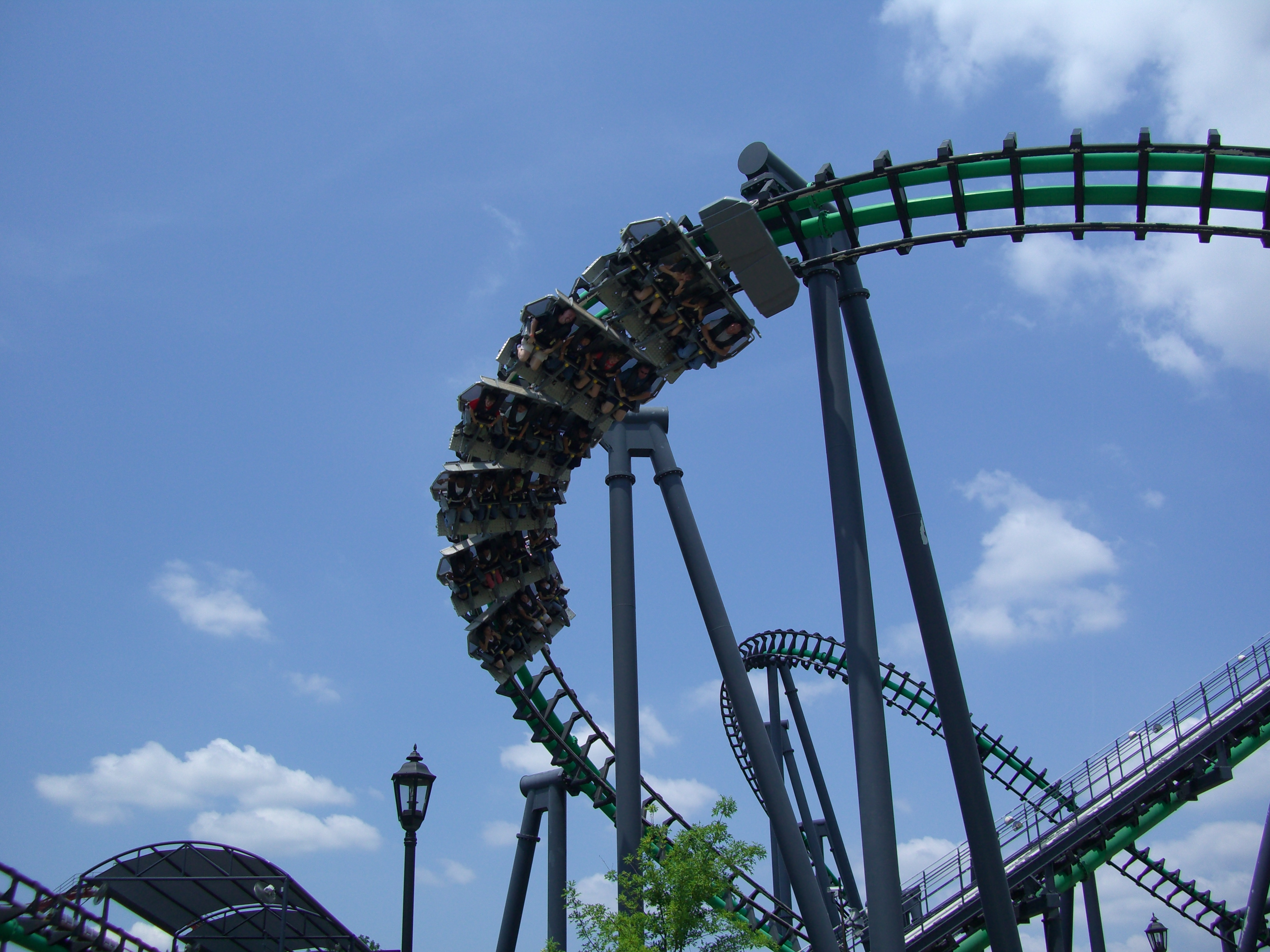
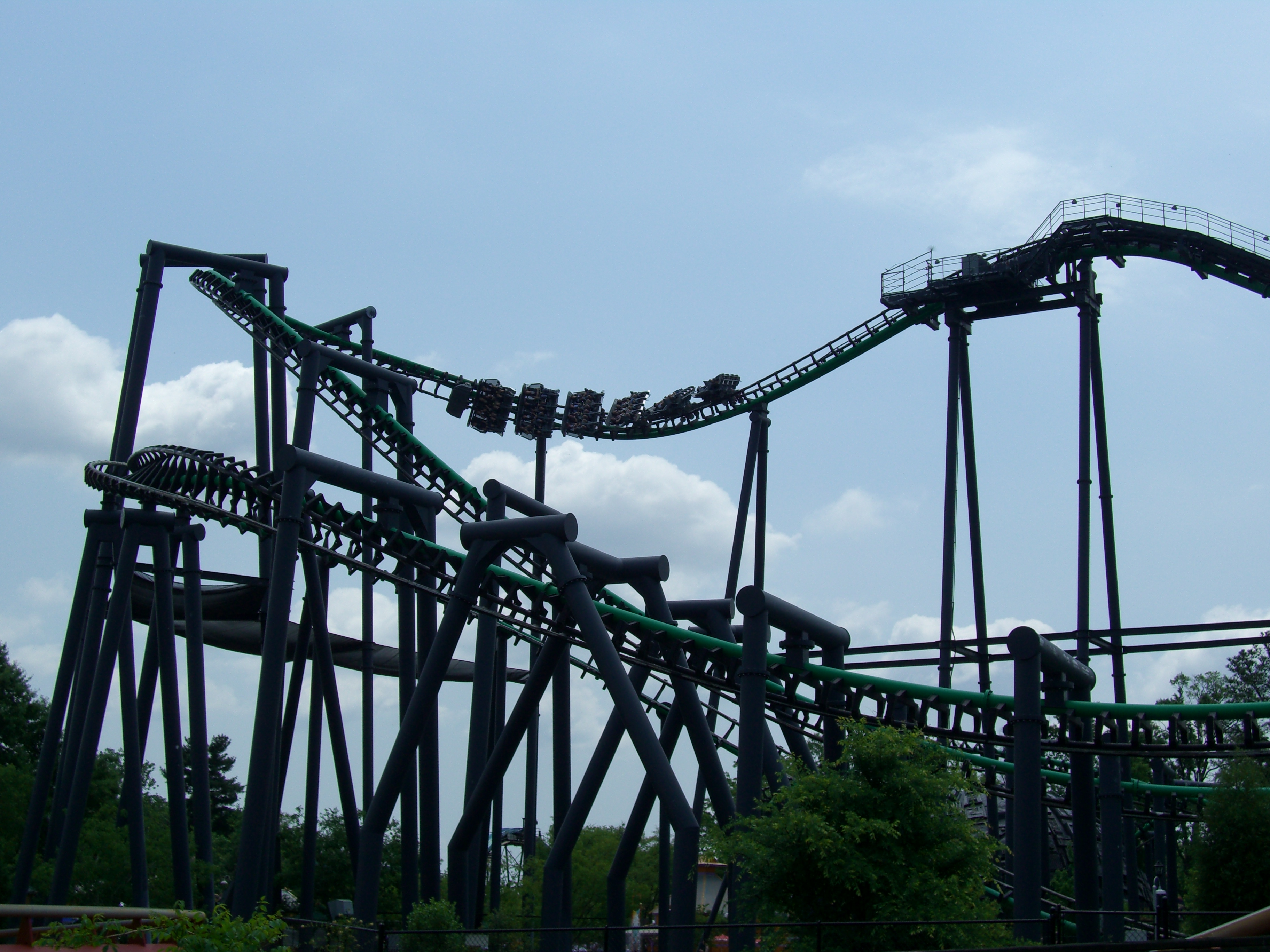
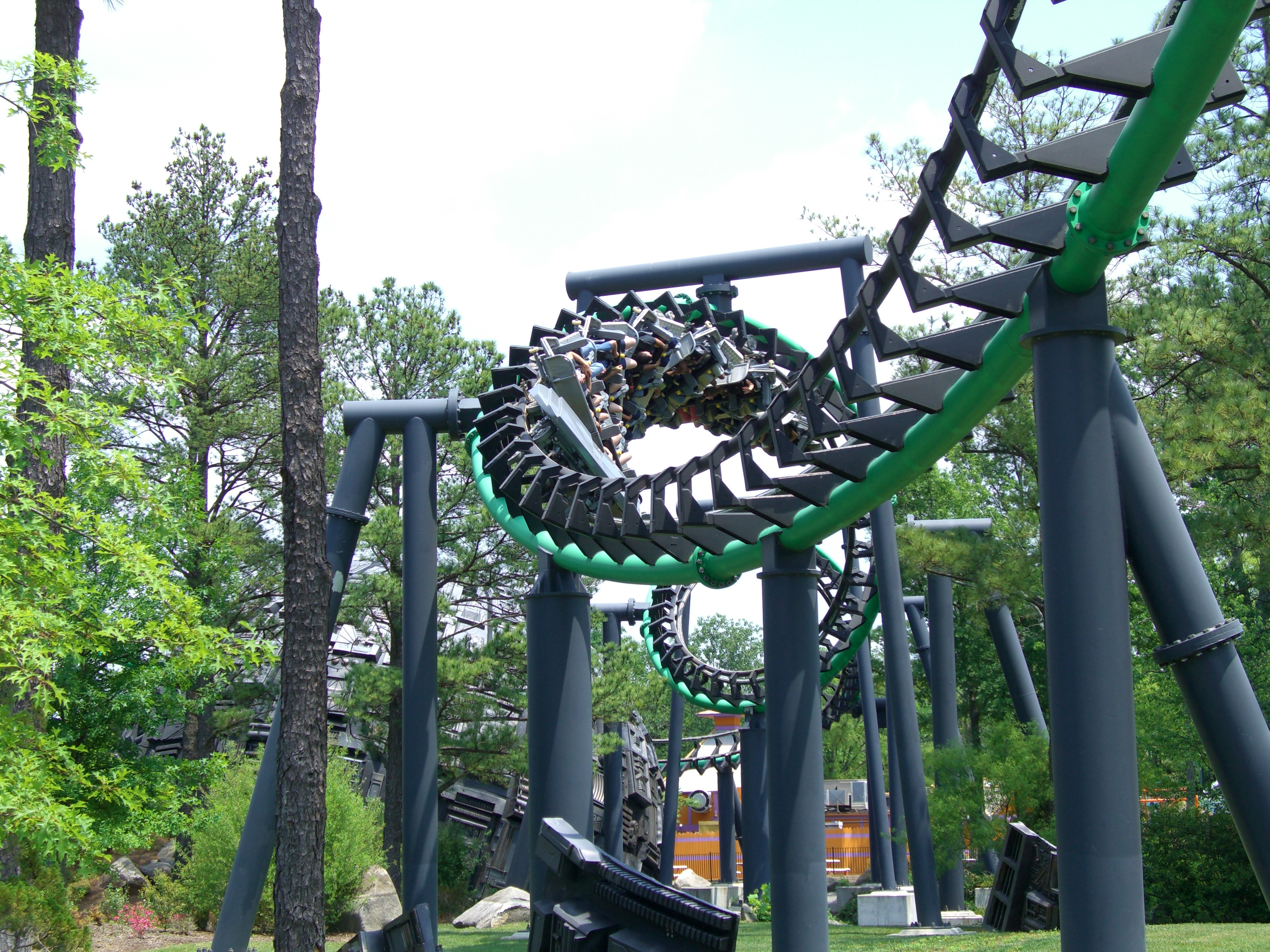